# Caravanzio
Caravanzio (... – Roma, ...; fl. II secolo a.C.) è stato un condottiero illiro.
Caravanzio era il fratello di Genzio, re degli Illiri. Contro Genzio e Caravanzio, nel 168 a.C., i romani inviarono Lucio Anicio Gallo, il quale li sconfisse. Entrambi i fratelli dovettero far parte del trionfo di Anicio Gallo l'anno successivo.